# Борецкий, Олег Юрьевич
Олег Юрьевич Борецкий (29 декабря 1963, Иркутск — 7 июня 2020, Москва) — советский и российский режиссёр, актёр, продюсер. Основатель и директор с 1987 по 1990 и с 1998 по 2005 московского театра «Малая драматическая труппа».

## Биография
Олег Борецкий родился в 29 декабря 1963 года в Иркутске. Мама — кинорежиссёр, психолог, хозяйка салона «Алина» Алина Дмитриеевна Борецкая. Отец — режиссёр Юрий Александрович Борецкий.
В 1985 году окончил ВТУ им. Б. В. Щукина (курс Т. Коптевой).
На экранах с 1985-го.. Первая роль милиционера Фролова в фильме Внимание! Всем постам….
С 1987-го по 1990 — директор и актёр московского театра «Малая драматическая труппа» (МДТ)..
В 1991 году вместе с актёром Александром Негребой снял фильм «За день до…». Кинокритик Евгений Марголит считает фильм одним из важных событий в истории советского кино.
В 1996 году родился сын Илья.
В 1998 вернулся на должность директора театра «Малая драматическая труппа» (МДТ) и проработал на этой должности до 2005 года..
Так же снимался в фильмах и сериалах: «Фитиль», «Зона», «Такая обычная жизнь», «Из жизни капитана Черняева».
Умер 7 июня 2020 года в Москве.. Олегу Борецкому было 56 лет.. Урна с прахом захоронена в колумбарии Донского кладбища.

### Семья
- Отец — Юрий Александрович Борецкий (1935—2003), советский и российский режиссёр, актёр.
  - Бабушка — Галина Александровна Табулевич (20 апреля 1912 — 19 декабря 1987), заслуженный учитель школы РСФСР (1953). Директор обнинской школы № 1 (1949—1960)[10][11][12].
  - Дедушка— Иосиф Титович Табулевич (1906—1994), советский хозяйственный деятель[12].
- Мать — Алина Дмитриевна Борецкая (14 марта 1944 — 18 августа 2019) — советский режиссёр, актриса[6].
  - Сын — Илья Олегович Борецкий (род. 1996)[6][13]

## Театральные работы
- У. Шекспир «Ричард III» — Бекенгем;
- Ф. М. Достоевский «Двойник» — Антон Антонович, Христиан Иванович, его Превосходительство;
- Х. К. Андерсен «Снежная Королева» — Атаманша, Король;
- А. Толстой «Делец» — Людвиг Компас;
- Восточная сказка «Волшебная лампа Аладдина» — Магрибинец;
- Ф. Сологуб «Мелкий бес» — Передонов;
- Н. В. Гоголь «Ночь перед рождеством» — Вакула;
- Ш. Перро «Королевская потеха» — Король;
- А. Данилов «Сказки старого Лиса» — Медведь.[2]

## Фильмография
| Год       |   | Русское название             | Оригинальное название        | Роль                      |
| --------- | - | ---------------------------- | ---------------------------- | ------------------------- |
| 1985      | ф | Внимание! Всем постам...     | Внимание! Всем постам...     | актёр                     |
| 1991      | ф | За день до...                | За день до...                | режиссёр, актер           |
| 1993      | ф | Тающий ледник                | Тающий ледник                | режиссёр(короткометражка) |
| 1996      | ф | Горловое пение и шаманы Тувы | Горловое пение и шаманы Тувы | режиссёр                  |
| 1997      | ф | Он не завязывал шнурки       | Он не завязывал шнурки       | художник                  |
| 2000      | ф | Исток                        | Исток                        | режиссёр                  |
| 2005-2006 | ф | Зона.Тюремный роман          | Зона. Тюремный роман         | актёр                     |
| 2006-2009 | ф | Любовь как Любовь            | Любовь как Любовь            | актёр                     |
| 2008      | ф | Судебная колонка             | Судебная колонка             | актёр                     |
| 2011      | ф | Метод Лавровой               | Метод Лавровой               | актёр                     |
| 2011      | ф | 12 апреля 1961 года. 24 часа | 12 апреля 1961 года. 24 часа | актёр                     |